# Эрдейи, Балаж
Балаж Эрдейи (венг. Erdélyi Balázs; род. 16 февраля 1990, Эгер) — венгерский ватерполист, игрок сборной Венгрии. Бронзовый призёр летних Олимпийских игр 2020 года, серебряный призёр чемпионата мира 2017 года, чемпион Европы 2020 года. Участник двух летних Олимпийских игр (2016 и 2020 годов).

## Карьера
На клубном уровне Балаж Эрдейи начинал играть за «Эгер». С 2010 года учился в Тихоокеанском университете в Калифорнии, играл за их университетскую команду «Pacific Tigers». За четыре года выступлений в Северной Америки забил 287 голов и выиграл почти все индивидуальные награды в студенческом водном поло. Вернувшись в 2014 году, он снова проработал в «Эгер» три года, прежде чем присоединиться к «Orvosegyetem SC» мз Будапешта.
С 2013 года привлекался к выступлениям за первую национальную сборную. В 2014 году стал серебряным призёром чемпионата Европы, который проходил в Будапеште. На чемпионате Европы в Белграде завоевал бронзовую медаль. Принял участие в летних Олимпийских играх 2016 года в Бразилии, где венгры выиграли свою предварительную группу, но проиграли черногорцам в четвертьфинале в послематчевой серии штрафных бросков. В итоге на Олимпийском турнире венгры заняли пятое место. Эрдейи в ходе турнира забил десять голов.
В 2020 году на домашнем чемпионате Европы венгерская сборная, в составе которой выступал Балаж, завоевала золотые медали. В финальном матче Венгрия переиграла сборную Испании в серии послематчевых штрафных бросков.
В 2021 году принимал участие в летних Олимпийских играх в Токио, где венгры стали бронзовыми призёрами турнира.

## Награды
- Золотой Крест «За Заслуги» (2021).